# Ype Keestra
Ype Keestra was een Nederlands ambtenaar en Burgemeester van Culemborg, en zat een jaar in de Tweede Kamer der Staten-Generaal namens de Roomsch-Katholieke Staatspartij.
Ype Keestra kwam uit een familie van gemeentebestuurders en was een zoon van kastelein Rindert Keestra en Yfke Viersen. Na gemeenteadministratie gestudeerd te hebben in het hoger onderwijs, werd Keestra gemeentelijk ambtenaar - eerst bij Franekeradeel (1909-1918), later te Emmen (1918-1919) en 's-Hertogenbosch (1919-1927). Per januari 1927 werd hij benoemd tot burgemeester van Culemborg, wat hij (afgezien van de periode 1944-1946) tot 1950 zou blijven. Hij maakte zich sterk voor een groene omgeving van de stadsgrachten waar eerst vuilnisbelten waren gelegen.
Van mei 1932 tot mei 1933 was hij nog een jaar namens de RKSP lid van de Tweede Kamer der Staten-Generaal, waar hij maar een paar keer het woord voerde. Hij was enige tijd secretaris van de Vereniging van Nederlandse Gemeenten en bestuurslid van de Katholieke Bond voor het Gezin.
- Biografisch Portaal: 69824850
- International Standard Name Identifier: 0000 0003 8922 3448
- Nederlandse Thesaurus van Auteursnamen: 071216030
- Parlement.com: vg09ll25ddpz
- Virtual International Authority File: 282612341
- WorldCat: E39PBJkCY7VmrMCQWybjvm3mh3